# جريدباد

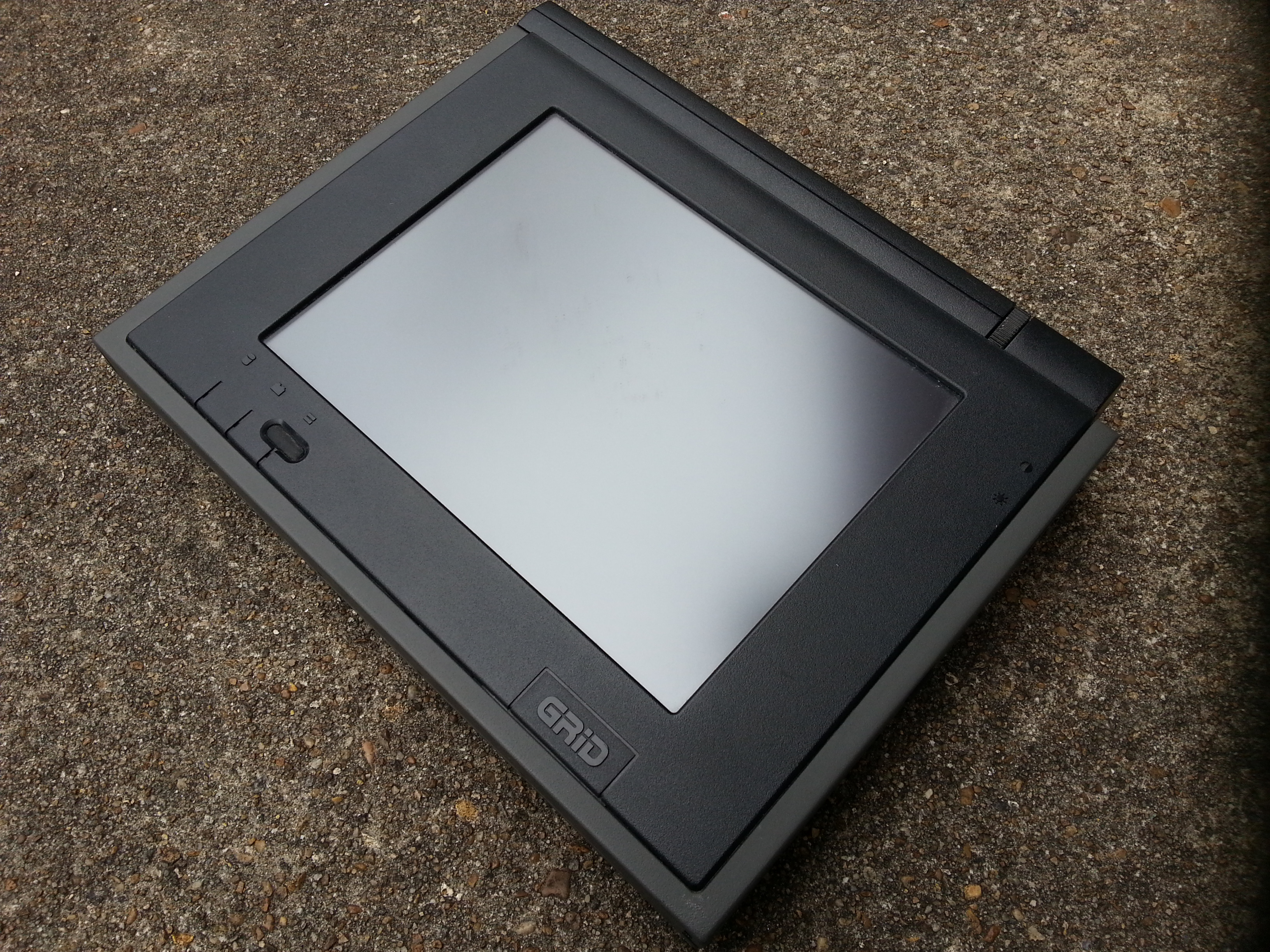
جريدباد من مصطلح جريدة باد و باد تعني جهاز لوحي

جريدباد (GRiDPad) كان حاسوباً لوحياً مزودًا بـشاشة لمس جرى تصنيعه لصالح شركة جريد سيستمز كوربوريشن من قِبل شركة سامسونغ عام 1989. ويُعتبر أول جهاز كمبيوتر لوحي موجه للعملاء. وكان ناجحًا للغاية وجرى استخدامه حتى من قِبل جيش الولايات المتحدة. وظل جيف هوكينز (Jeff Hawkins) يستخدم جريدباد كمعالج لأشهر اختراعاته، بام بايلوت.

## المواصفات
تبلغ مقاسات جهاز جريدباد فقط 9 × 12 × 1.4 بوصة ويزن 4.5 أرطال. والسمة الرئيسية المميزة كانت واجهة شاشته التي تعمل باللمس المزودة بأداة القلم، للمساعدة في تحقيق الدقة في التعامل مع الجهاز المزود بشاشة تعمل باللمس. وكان القلم قادرا على استخدام برنامج التعرف على الكتابة اليدوية. تمتع جهاز جريدباد أيضًا بهذه الخصائص:
- &nbsp;معالجات 80C86 بسرعة 10 ميجاهرتز

نظام التشغيل *إم إس-دوس الذي أنتجته شركة آي بي إم - نظام التشغيل الشهير المستخدم من قِبل أجهزة الكمبيوتر الشخصي المتوافقة مع أجهزة آي بي إم
- شاشة محول الرسومات اللونية أحادية اللون (CGA) (بدقة تبلغ 640 × 400) بكسل
- بطاقات ذاكرة الوصول العشوائي سعة 256 أو 512 كيلو بايت المدعومة بالبطارية
- 1 أو 2 ميجا بايت لذاكرة النظام
- منفذ تسلسلي واحد، وفتحتان ATA-FLASH وموصل امتداد

بسبب استخدامه لقوائم الجرد، طلب جيش الولايات المتحدة إنتاج إصدارات أكثر استدامة من المغنيسيوم التي لم تبع للمدنيين. وطلب الجيش المغنيسيوم على وجه التحديد نظرًا لقوته وخفة وزنه في نفس الوقت، الأمر الذي يجعله مثاليًا للاستخدام في المعارك.
ووفقًا لبراءة اختراع تم تقديمها عام 1992 من قِبل أحد المهندسين في شركة جريد سيستمز، تعمل الشاشة اللمسية في جهاز جريدباد عن طريق تضخيم نظام إحداثي ديكارتي داخلي (نظام الإحداثيات س وص) وحساب النزوح.

## الترحيب
بسبب واجهته القادرة على التعرف على النص، تم تسويق جهاز جريدباد ليجتذب المستهلكين المتخصصين الذين يستخدمون الكمبيوتر اللوحي لأغراض حفظ الدفاتر التجارية. وتم تصميم جريدباد لتبسيط أعمال العمال مثل السائقين وباحثي شكاوى العملاء والمطالبات الذين يقومون عادة بتسجيل تاريخ على أشكال ورقية.” ومن بين الوكالات التي استخدمت جريدباد كريسلرو إدارة شرطة سان خوسيه، وكذلك جيش الولايات المتحدة.
وكان متوسط سعر البيع للجهاز الواحد 2375 دولارًا أمريكيًا بدون البرامج و3000 دولار أمريكي مع البرامج. وكان جهازًا ناجحًا للغاية حيث حققت مبيعاته حوالي 30 مليون دولار في أفضل سنواتها.

## تراثه
على الرغم من أن جهاز جريدباد كان لديه نفس نظام التشغيل الذي استخدمته أجهزة الكمبيوتر الشخصي، فإنه لم يُصمم ليكون بديلاً لأجهزة الكمبيوتر. وقال هوكينز ذات مرة «لم أر أبدًا أجهزة الكمبيوتر اللوحية كبديل لجهاز الكمبيوتر الشخصي الكامل...» وعلى الرغم من أنه لم يحل محل أجهزة الكمبيوتر، إلا أنه مهد الطريق لشركات أخرى للاستثمار أكثر في أجهزة الكمبيوتر اللوحي، التي أدت في نهاية المطاف إلى أجهزة الكمبيوتر اللوحي الحالية الأكثر شعبية، وهي آيباد من شركة آبل.
ولم يمهد جهاز جريدباد الطريق لأجهزة الكمبيوتر اللوحي فحسب، وإنما ساعد على دفع المسار الوظيفي لجيف هوكينز. فقد استخدم هوكينز نفس تقنية القلم لتطوير منتجه الأكثر نجاحًا تجاريًا وهو بام بايلوت الذي يُعتبر خلف جريدباد.